# 복원성 (생태학)
생태학에서 복원성(Resilience)은 자연 환경 및 생태계에서 오염이나 작은 변화가 나타났을 시 자정할 수 있는 능력을 일컫는다. 이러한 예로는 산불과 같은 화재, 홍수, 곤충 개체수 폭증 및 삼림 벌채, 외래종 도입과 같은 인위적인 활동도 포함된다.
인간활동은 생태계에 큰 영향을 미치는데 생물학적 다양성, 기후변화, 오염, 토지사용, 기후 변화 등이 많은 영향을 일으키고 있어서 환경 상황이 악화되는 한편 다른 활동을 필요로 하는 상황의 여건을 훼손하고 있다.
복원성의 개념을 생태학에 도입한 것은 캐나다 출신의 생태학자 C.S. 홀링이 처음이었다. 그는 자연환경이 여러 변화 가능성 및 상황에 증명하면서 인위적으로 혹은 자연적으로 원래대로 돌아가는 상황을 묘사할 필요성을 느꼈다. 이는 크게 두 가지 양상으로 묘사된다.
1. 작은 변화가 계속해서 나타난 이후 평형화를 이루고자 하는 경우, 생태계에서 어느 정도의 시간이 걸리는가
2. 원래의 기능, 구조, 순환 등으로 돌아가고자 하는 방향을 인지하고 또한 변화 양상을 흡수해내는 능력

다른 정의는 생태학적 복원성으로 여러 가능성의 환경적 변화를 이끌어낼 수 있다고 가정한다.

## 같이 보기
- 기후변화 완화
- 보안 취약점
- 항상성